# Hervé Vilard

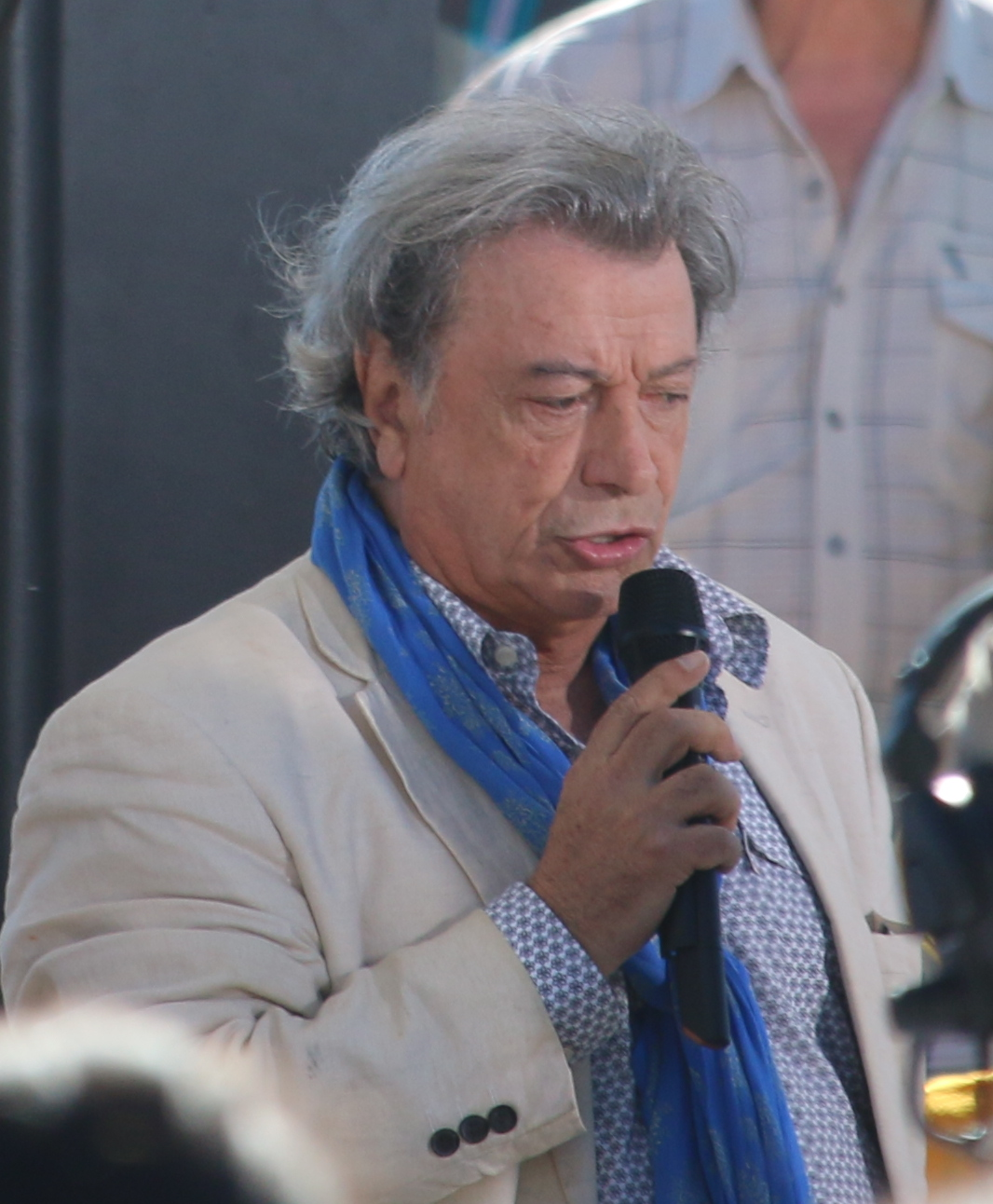
Hervé Vilard (2016)

Hervé Vilard (* 24. Juli 1946 in Paris, Frankreich als René Villard) ist ein französischer Chansonnier. Bekannt wurde Vilard durch das im Jahr 1965 veröffentlichte Lied Capri, c’est fini.

## Diskografie

### Alben
| Jahr | Titel                       | Höchstplatzierung, Gesamtwochen, AuszeichnungChartplatzierungen (Jahr, Titel, Platzierungen, Wochen, Auszeichnungen, Anmerkungen) | Höchstplatzierung, Gesamtwochen, AuszeichnungChartplatzierungen (Jahr, Titel, Platzierungen, Wochen, Auszeichnungen, Anmerkungen) | Anmerkungen |
| Jahr | Titel                       | FR | BEW | Anmerkungen |
| ---- | --------------------------- | --- | --- | ----------- |
| 2004 | Cri du coeur                | FR99 (3 Wo.)FR | — |             |
| 2011 | Les grandes chansons        | FR168 (2 Wo.)FR | — |             |
| 2014 | Les 50 plus belles chansons | — | BEW102 (16 Wo.)BEW |             |
| 2016 | Dernières                   | — | BEW56 (10 Wo.)BEW |             |
| 2016 | Best of                     | — | BEW186 (1 Wo.)BEW |             |

Weitere Alben
- 1965: Capri c’est fini
- 1966: N° 2
- 1968: Hervé Vilard Vol. III
- 1969: Ya para qué
- 1969: Chante avec moi
- 1971: On laisse toujours quelqu’un derriere soi
- 1974: Premier Olympia
- 1977: La Génération De Mauvaise Réputation (FR: Gold)
- 1977: Rêveries (FR: Gold)
- 1979: J’m’en Balance
- 1979: Nous (FR: Gold)
- 1979: Hervé Vilard
- 1979: Volume 2 (FR: Gold)
- 1980: Olympia 80
- 1981: Olympia 81 (FR: Gold)
- 1981: Je l’aime tant (FR: Gold)
- 1981: Disque D’or (FR: Gold)
- 1982: 14 Chansons D’or (FR: Gold)
- 1983: Ensemble
- 1984: Les chansons que j’aime
- 1990: L’Amour défendu
- 1992: Théâtre Des Variétés 92
- 1995: La Vie Est Belle, Le Monde Est Beau (FR: Gold)
- 1997: Simplement

### Singles
| Jahr | Titel Album                                                                         | Höchstplatzierung, Gesamtwochen, AuszeichnungChartplatzierungen (Jahr, Titel, Album, Platzierungen, Wochen, Auszeichnungen, Anmerkungen) | Höchstplatzierung, Gesamtwochen, AuszeichnungChartplatzierungen (Jahr, Titel, Album, Platzierungen, Wochen, Auszeichnungen, Anmerkungen) | Höchstplatzierung, Gesamtwochen, AuszeichnungChartplatzierungen (Jahr, Titel, Album, Platzierungen, Wochen, Auszeichnungen, Anmerkungen) | Höchstplatzierung, Gesamtwochen, AuszeichnungChartplatzierungen (Jahr, Titel, Album, Platzierungen, Wochen, Auszeichnungen, Anmerkungen) | Höchstplatzierung, Gesamtwochen, AuszeichnungChartplatzierungen (Jahr, Titel, Album, Platzierungen, Wochen, Auszeichnungen, Anmerkungen) | Anmerkungen                                                                  | [↑]: gemeinsam behandelt mit vorhergehendem Eintrag; [←]: in beiden Charts platziert |
| Jahr | Titel Album                                                                         | FR | BEF | BEW | DE | CH | Anmerkungen                                                                  |                                                                                      |
| ---- | ----------------------------------------------------------------------------------- | --- | --- | --- | --- | --- | ---------------------------------------------------------------------------- | ------------------------------------------------------------------------------------ |
| 1965 | Capri c’est fini                                                                    | — | BEF2 (28 Wo.)BEF [BEW: ←] | BEF2 (28 Wo.)BEF [BEW: ←] | DE14 (6 Wo.)DE | — | B-Seite: J’ai envie de vivre avec toi (int.) / Dans le cœur des hommes (dt.) |                                                                                      |
| 1965 | Fais-la rire Capri c’est fini                                                       | — | BEF4 (20 Wo.)BEF [BEW: ←] | BEF4 (20 Wo.)BEF [BEW: ←] | — | — | B-Seite: J'ai envie de vivre avec toi                                        |                                                                                      |
| 1966 | Mourir ou vivre N° 2                                                                | — | BEF2 (32 Wo.)BEF [BEW: ←] | BEF2 (32 Wo.)BEF [BEW: ←] | — | — | B-Seite: Ne te marie pas Sophie                                              |                                                                                      |
| 1966 | Pedro N° 2                                                                          | — | BEF27 (16 Wo.)BEF [BEW: ←] | BEF27 (16 Wo.)BEF [BEW: ←] | — | — | B-Seite: L’arlequin de comédie                                               |                                                                                      |
| 1966 | Jolie ou pas jolie N° 2                                                             | — | BEF13 (16 Wo.)BEF [BEW: ←] | BEF13 (16 Wo.)BEF [BEW: ←] | — | — |                                                                              |                                                                                      |
| 1967 | À cloche pied, à cloche cœur –                                                      | — | BEF37 (6 Wo.)BEF [BEW: ←] | BEF37 (6 Wo.)BEF [BEW: ←] | — | — | B-Seite: J’ai trop de peine                                                  |                                                                                      |
| 1967 | Monsieur Yamamoto –                                                                 | — | BEF27 (8 Wo.)BEF [BEW: ←] | BEF27 (8 Wo.)BEF [BEW: ←] | — | — |                                                                              |                                                                                      |
| 1968 | Ma maison qui monte jusqu’au ciel Hervé Vilard Vol. III                             | — | BEF22 (10 Wo.)BEF [BEW: ←] | BEF22 (10 Wo.)BEF [BEW: ←] | — | — | B-Seite: Ma campagne                                                         |                                                                                      |
| 1969 | Sayonara Chante avec moi                                                            | — | BEF14 (12 Wo.)BEF [BEW: ←] | BEF14 (12 Wo.)BEF [BEW: ←] | — | — |                                                                              |                                                                                      |
| 1969 | Une île de tes bras Chante avec moi                                                 | — | BEF35 (4 Wo.)BEF [BEW: ←] | BEF35 (4 Wo.)BEF [BEW: ←] | — | — |                                                                              |                                                                                      |
| 1970 | Les anges du matin On laisse toujours quelqu’un derriere soi                        | — | BEF25 (8 Wo.)BEF [BEW: ←] | BEF25 (8 Wo.)BEF [BEW: ←] | — | — |                                                                              |                                                                                      |
| 1971 | Elvira On laisse toujours quelqu’un derriere soi                                    | — | BEF31 (7 Wo.)BEF [BEW: ←] | BEF31 (7 Wo.)BEF [BEW: ←] | — | — |                                                                              |                                                                                      |
| 1971 | On laisse toujours quelqu’un derrière soi On laisse toujours quelqu’un derriere soi | — | BEF15 (13 Wo.)BEF [BEW: ←] | BEF15 (13 Wo.)BEF [BEW: ←] | — | — |                                                                              |                                                                                      |
| 1972 | Tous les enfants ont besoin d’amour –                                               | — | BEF18 (9 Wo.)BEF [BEW: ←] | BEF18 (9 Wo.)BEF [BEW: ←] | — | — |                                                                              |                                                                                      |
| 1972 | Je tutoie les anges –                                                               | — | BEF45 (3 Wo.)BEF [BEW: ←] | BEF45 (3 Wo.)BEF [BEW: ←] | — | — |                                                                              |                                                                                      |
| 1972 | Amore caro, amore bello –                                                           | — | BEF9 (11 Wo.)BEF [BEW: ←] | BEF9 (11 Wo.)BEF [BEW: ←] | — | — |                                                                              |                                                                                      |
| 1973 | Pour toi ce n’était rien –                                                          | — | BEF21 (8 Wo.)BEF [BEW: ←] | BEF21 (8 Wo.)BEF [BEW: ←] | — | — |                                                                              |                                                                                      |
| 1974 | Elle était belle –                                                                  | — | BEF33 (4 Wo.)BEF [BEW: ←] | BEF33 (4 Wo.)BEF [BEW: ←] | — | — |                                                                              |                                                                                      |
| 1975 | Champagne –                                                                         | — | BEF48 (1 Wo.)BEF [BEW: ←] | BEF48 (1 Wo.)BEF [BEW: ←] | — | — |                                                                              |                                                                                      |
| 1975 | Si tu ne m’aimes plus –                                                             | — | BEF49 (1 Wo.)BEF [BEW: ←] | BEF49 (1 Wo.)BEF [BEW: ←] | — | — |                                                                              |                                                                                      |
| 1976 | Ma chanson de liberté –                                                             | — | BEF49 (1 Wo.)BEF [BEW: ←] | BEF49 (1 Wo.)BEF [BEW: ←] | — | — |                                                                              |                                                                                      |
| 1976 | Belles –                                                                            | — | BEF47 (1 Wo.)BEF [BEW: ←] | BEF47 (1 Wo.)BEF [BEW: ←] | — | — |                                                                              |                                                                                      |
| 1980 | Reviens –                                                                           | FR— GoldFR | — | — | — | CH4 (10 Wo.)CH | B-Seite: Un monde fait pour nous (Il Mondo)                                  |                                                                                      |
| 1992 | Mamma mia Théâtre des variétés 92                                                   | FR31 (10 Wo.)FR | — | — | — | — |                                                                              |                                                                                      |

grau schraffiert: keine Chartdaten aus diesem Jahr verfügbar
Weitere Singles
- 1968: L’avion de nulle part / Comme si c’était noël (Pentecost Hotel)
- 1969: Sayonara (Dt. orig. Version) / Hier war ich zu haus (El amor esta en cada habitacion)
- 1969: Chante avec moi / De reves en chateaux
- 1971: Am Morgen bist du schön (Les anges du matin ) / Komm (Asi te quiero)
- 1979: Nous (Donna donna mia) / L’amour au hasard (FR: Gold)
- 1979: Nein (Nous) / Quand la foule est partie
- 1980: Komm doch (Reviens) / Mal tanzen gehen (Solamente Noï)
- 1983: Méditerranéenne (FR: Gold)

## Auszeichnungen für Musikverkäufe
Anmerkung: Auszeichnungen in Ländern aus den Charttabellen bzw. Chartboxen sind in ebendiesen zu finden.
| Land/RegionAuszeichnungen für Musikverkäufe (Land/Region, Auszeichnungen, Verkäufe, Quellen) | Gold       | Platin | Verkäufe  | Quellen     |
| -------------------------------------------------------------------------------------------- | ---------- | ------ | --------- | ----------- |
| Frankreich (SNEP)                                                                            | 12× Gold12 | —      | 2.400.000 | infodisc.fr |
| Insgesamt                                                                                    | 12× Gold12 | —      |           |             |